# Daxue Shan
Daxue Shan (kinesiska: 大雪山) är en bergskedja i Kina. Den ligger i provinsen Sichuan, i den sydvästra delen av landet, omkring 250 kilometer väster om provinshuvudstaden Chengdu.
Genomsnittlig årsnederbörd är 1 119 millimeter. Den regnigaste månaden är juni, med i genomsnitt 236 mm nederbörd, och den torraste är december, med 5 mm nederbörd.